# Високе (урочище)
Високе (рос. Высокое, пол. Wysokie) — колишнє поселення (урочище) в Емільчинській волості Новоград-Волинського повіту Волинської губернії та Чмілівській сільській раді Емільчинського району Коростенської округи.

## Населення
У 1906 році в поселенні налічувалося 11 мешканців, дворів — 2.

## Історія
На початку 20 століття — урочище Емільчинської волості Новоград-Волинського повіту Волинської губернії.
У 1906 році — урочище Емільчинської волості (3-го стану) Новоград-Волинського повіту Волинської губернії. Відстань до повітового центру, м. Новоград-Волинський, становила 35 верст, до волосного центру, містечка Емільчин — 12 верст. Найближче поштово-телеграфне відділення розміщувалося в Емільчині.
Станом на 17 грудня 1926 року числилося в підпорядкуванні Чмілівської сільської ради Емільчинського району Коростенської округи.